# Ouratea guildingii
Ouratea guildingii là một loài thực vật có hoa trong họ Ochnaceae. Loài này được (Planch.) Urb. mô tả khoa học đầu tiên năm 1899.